# دان بينتو
دان بينتو (بالإنجليزية: Dan Pinto)‏ هو طبال وملحن أمريكي، ولد في 8 ديسمبر 1960 في نيوآرك في الولايات المتحدة.

## وصلات خارجية
- الموقع الرسمي